# سی و هفتمین دوره جوایز اسکار
سی و هفتمین دوره مراسم اعطای جوایز اسکار (انگلیسی: 37th Academy Awards) در روز ۵ آوریل ۱۹۶۵ در سالن اجتماعات سنتا مونیکا سنتا مونیکا برگزار شد. در این مراسم بهترین فیلم‌های سال ۱۹۶۴ جهان به انتخاب آکادمی علوم و هنرهای تصاویر متحرک جایزه گرفتند.
باب هوپ مجری این مراسم بود.

## جوایز
برندگان نخست و در حروف برجسته پررنگ فهرست شده‌اند.
| جایزه اسکار بهترین فیلم | جایزه اسکار بهترین کارگردانی |
| --- | --- |
| - بانوی زیبای من – جک وارنر - دکتر استرنجلاو – استنلی کوبریک - بکت – هال بی. والیس - مری پاپینز – والت دیزنی و بیل والش - زوربای یونانی – مایکل کاکویانیس | - جرج کیوکر – بانوی زیبای من - پیتر گلنویل – بکت - استنلی کوبریک – دکتر استرنجلاو - رابرت استیونسون – مری پاپینز - مایکل کاکویانیس – زوربای یونانی |
| جایزه اسکار بهترین بازیگر نقش اول مرد | جایزه اسکار بهترین بازیگر نقش اول زن |
| - رکس هریسون – بانوی زیبای من - ریچارد برتون – بکت - پیتر اوتول – بکت - آنتونی کوئین – زوربای یونانی - پیتر سلرز – دکتر استرنجلاو | - جولی اندروز – مری پاپینز - آن بنکرافت – کدو خور - سوفیا لورن – ازدواج به سبک ایتالیایی - دبی رینولدز – مالی براونی که غرق‌شدنی نیست - کیم استنلی – جلسه احضار ارواح در یک بعدازظهر بارانی |
| جایزه اسکار بهترین بازیگر نقش مکمل مرد | جایزه اسکار بهترین بازیگر نقش مکمل زن |
| - پیتر اوستینوف – تاپ کاپی - جان گیلگد – بکت - استنلی هالووی – بانوی زیبای من - ادموند اوبرایان – هفت روز در ماه می - لی تریسی – بهترین مرد | - لیلا کدرووا – زوربای یونانی - گلادیس کوپر – بانوی زیبای من - ادیث ایوانز – The Chalk Garden - گرایسون هال – شب ایگوانا - اگنس مورهد – هیس... هیس، شارلوت عزیز |
| جایزه اسکار بهترین فیلم‌نامه غیراقتباسی | جایزه اسکار بهترین فیلم‌نامه اقتباسی |
| - Father Goose – S. H. Barnett, پیتر استون و فرانک تارلف - شب‌زنده‌داری با بزن و بکوب – Alun Owen - The Organizer – آجنور اینکروچی، فوریو اسکارپلی و ماریو مونیچلی - آن مرد از ریو – ژان پل راپنو، آریان منوشکین, دنیل بلونژه و فیلیپ د بروکا - یک سیب‌زمینی، دو سیب‌زمینی – Orville H. Hampton and Raphael Hayes | - بکت – ادوارد آنهالت - دکتر استرنجلاو – استنلی کوبریک، Terry Southern و Peter George - مری پاپینز – بیل والش و دان دگرادی - بانوی زیبای من – آلن جی لرنر - زوربای یونانی – مایکل کاکویانیس |
| Best Foreign Language Film | جایزه اسکار بهترین ترانه |
| - دیروز، امروز، فردا (ایتالیا) - Raven's End (سوئد) - چترهای شربورگ (فرانسه) - Sallah Shabati (اسرائیل) - زن در ریگ روان (ژاپن) | - "Chim Chim Cher-ee" from مری پاپینز – Music and Lyric by ریچارد ام. شرمن و رابرت بی. شرمن - "Dear Heart" from Dear Heart – Music by هنری مانچینی; Lyric by جی لیوینگستون و ری اونز - "هیس... هیس، شارلوت عزیز" from هیس... هیس، شارلوت عزیز – Music by فرنک د وال; Lyric by Mack David - "My Kind of Town" from Robin and the 7 Hoods – Music by جیمی ون هیوزن; Lyric by سمی کان - "Where Love Has Gone" from Where Love Has Gone – Music by جیمی ون هیوزن; Lyric by سمی کان |
| جایزه اسکار بهترین فیلم مستند | Best Documentary Short |
| - جهان بدون خورشید - The Finest Hours - Four Days in November - The Human Dutch - Over There, 1914-18 | - Nine from Little Rock - Breaking the Habit - Children Without - Eskimo Artist: Kenojuak - 140 Days Under the World |
| جایزه اسکار بهترین فیلم کوتاه | جایزه اسکار بهترین پویانمایی کوتاه |
| - Casals Conducts: 1964 - Help! My Snowman's Burning Down - The Legend of Jimmy Blue Eyes | - The Pink Phink - Christmas Cracker - How to Avoid Friendship - Nudnik #۲ |
| جایزه اسکار بهترین موسیقی فیلم | جایزه اسکار بهترین موسیقی فیلم |
| - مری پاپینز – ریچارد ام. شرمن و رابرت بی. شرمن - بکت – لورنس روزنتال - هیس... هیس، شارلوت عزیز – فرنک د وال - سقوط امپراتوری روم – دیمیتری تیومکین - پلنگ صورتی – هنری مانچینی | - بانوی زیبای من – آندره پروین - شب‌زنده‌داری با بزن و بکوب – جرج مارتین - مری پاپینز – اروین کاستل - Robin and the 7 Hoods – نلسون ریدل - مالی براونی که غرق‌شدنی نیست – Robert Armbruster, لئو آرنود، جک الیوت, Jack Hayes, Calvin Jackson و لئو شوکن |
| جایزه اسکار بهترین تدوین صدا | جایزه اسکار بهترین میکس صدا |
| - پنجه طلایی – Norman Wanstall - The Lively Set – Robert L. Bratton | - بانوی زیبای من - George Groves - Father Goose - Waldon O. Watson - بکت - John Cox - مری پاپینز - رابرت او کوک - مالی براونی که غرق‌شدنی نیست - Franklin Milton |
| جایزه اسکار بهترین طراحی صحنه | جایزه اسکار بهترین طراحی صحنه |
| - زوربای یونانی – کارگردان هنری and Set Decoration: Vassilis Fotopoulos - هیس... هیس، شارلوت عزیز – کارگردان هنری: William Glasgow; Set Decoration: Raphael Bretton - هفت روز در ماه می – کارگردان هنری: Cary Odell; Set Decoration: Edward G. Boyle - آمریکایی شدن امیلی – کارگردان هنری: George Davis, Hans Peters و Elliot Scott; Set Decoration: Henry Grace و Robert R. Benton - شب ایگوانا – کارگردان هنری and Set Decoration: Stephen Grimes | - بانوی زیبای من – کارگردان هنری: Gene Allen و سیسیل بیتون; Set Decoration: George James Hopkins - بکت – کارگردان هنری: جان برایان (کارگردان هنری) و Maurice Carter; Set Decoration: Patrick McLoughlin و Robert Cartwright - مری پاپینز – کارگردان هنری: Carroll Clark و William H. Tuntke; Set Decoration: Emile Kuri و Hal Gausman - مالی براونی که غرق‌شدنی نیست – کارگردان هنری: George Davis و Preston Ames; Set Decoration: Henry Grace و Hugh Hunt - چه راهی برای رفتن! – کارگردان هنری: Jack Martin Smith و Ted Haworth; Set Decoration: Walter M. Scott و Stuart A. Reiss |
| جایزه اسکار بهترین فیلمبرداری | جایزه اسکار بهترین فیلمبرداری |
| - زوربای یونانی – والتر لاسالی - هیس... هیس، شارلوت عزیز – جوزف اف. بیروا - Fate Is the Hunter – میلتون آر. کراسنر - آمریکایی شدن امیلی – فیلیپ اچ لاتروپ - شب ایگوانا – گابریل فیگوروا | - بانوی زیبای من – هری استردلینگ - بکت – جفری آنسورث - پائیز قبیله شاین – ویلیام اچ کلوتیر - مری پاپینز – ادوارد کولمن - The Unsinkable Molly Brown – دانیل ال. فپ |
| جایزه اسکار بهترین طراحی لباس | جایزه اسکار بهترین طراحی لباس |
| - شب ایگوانا – دوروتی جیکنس - A House Is Not a Home – ادیت هد - هیس... هیس، شارلوت عزیز – نورما کاچ - Kisses for My President – Howard Shoup - ملاقات – Rene Hubert | - بانوی زیبای من – سیسیل بیتون - بکت – مارگرت فرس - مری پاپینز – Tony Walton - مالی براونی که غرق‌شدنی نیست – Morton Haack - چه راهی برای رفتن! – ادیت هد و Moss Mabry |
| جایزه اسکار بهترین تدوین | جایزه اسکار بهترین جلوه‌های تصویری |
| - مری پاپینز – کاتن واربرتون - هیس... هیس، شارلوت عزیز – مایکل لوچانو - بکت – آن وی. کوتس - Father Goose – تد جی. کنت - بانوی زیبای من – ویلیام اچ. زیگلر | - مری پاپینز – Peter Ellenshaw, همیلتون لاسک و Eustace Lycett - 7 Faces of Dr. Lao – Jim Danforth |

### جایزه اسکار افتخاری
- William Tuttle

## فیلم‌های با بیش از یک جایزه یا نامزدی
| These films had multiple نامزدی: - ۱۳ نامزدی: مری پاپینز - ۱۲ نامزدی: بکت و بانوی زیبای من - ۷ نامزدی: هیس... هیس، شارلوت عزیز, زوربای یونانی - ۶ نامزدی: The Unsinkable Molly Brown - ۴ نامزدی: دکتر استرنجلاو یا: How I Learned to Stop Worrying and Love the Bomb, شب ایگوانا - ۳ نامزدی: Father Goose - ۲ نامزدی: The Americanization of Emily, Robin and the 7 Hoods, هفت روز در ماه می, What a Way to Go!, A Hard Day's Night | The following films received multiple awards. - ۸ برنده: بانوی زیبای من - ۵ برنده: مری پاپینز - ۳ برنده: زوربای یونانی |

## جستارهای ویژه
- بیست و دومین مراسم گلدن گلوب
- 1964 in film
- 7th Grammy Awards
- 16th Primetime Emmy Awards
- 17th Primetime Emmy Awards
- 18th British Academy Film Awards
- 19th Tony Awards